# フィン・マックール

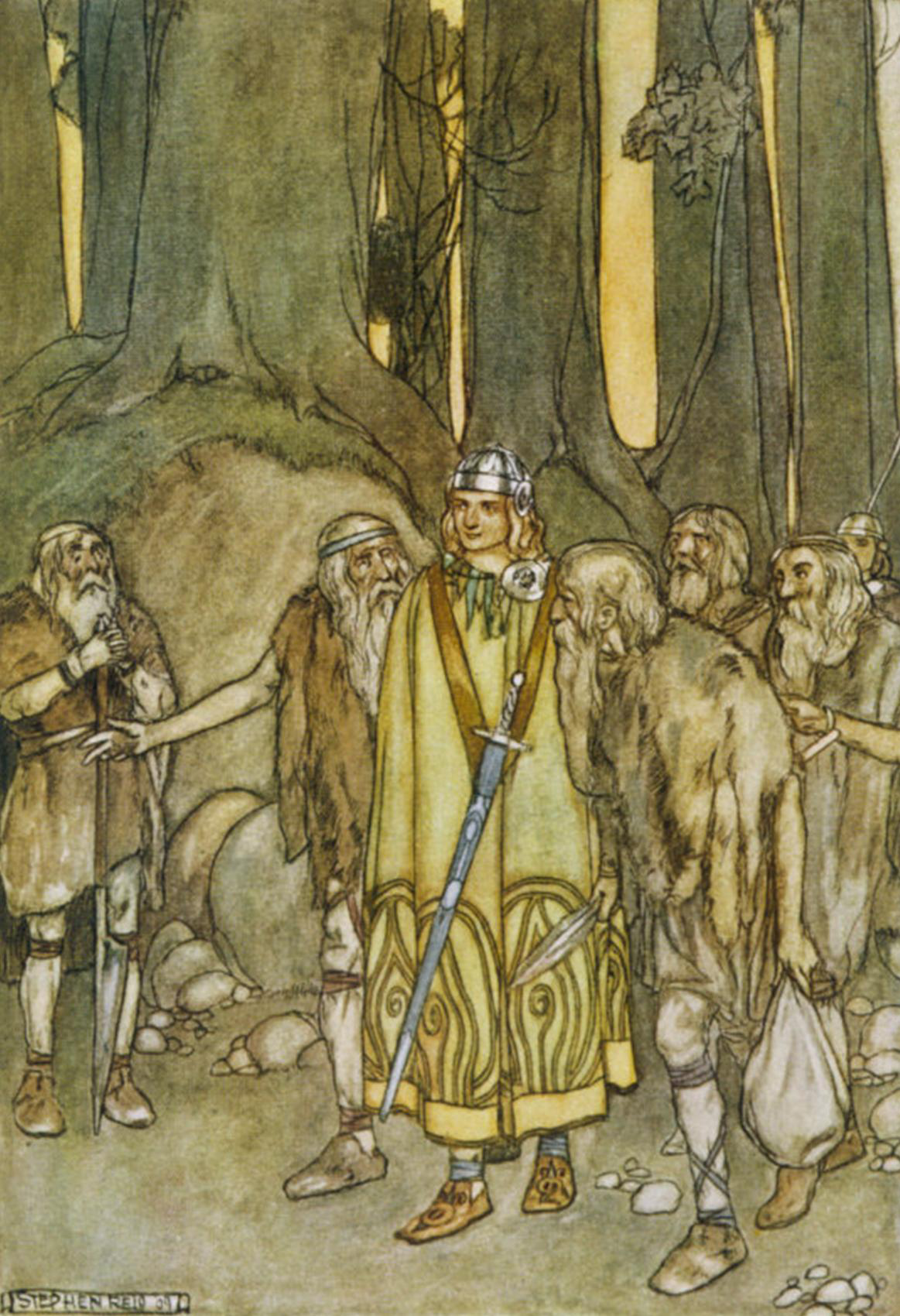
.

フィン・マックール（Fionn mac Cumhaill）はケルト神話に登場する、エリン（アイルランドの古い呼び名）の上王コーマックを守る、フィアナ騎士団の団長。レンスター国のバスクナ一族の生まれで、生来の名はデムナ（ディムナ）だったが、金髪で肌が白くて美しいことからフィン（色白の意）と呼ばれるようになった。
アイルランド神話を構成する4つの物語群の内の三番目にあたるフィン物語群で伝えられる。

## 系譜
一般的にフィンの両親とされるのはフィアナ騎士団の団長クール・マックトレンモーとヌアザの孫娘マーナである。しかしこの他に、フィン・マックールとフィン・マック・グレオル(Find mac Gleoir)を同一視し、コンホヴァル・マク・ネサの子孫であるグレオルを父親と見做す場合がある。また、母親についてもFuincheやTarbda(Torba)とする場合がある。
フィン・マックールの血統に関する最も有名な系譜は、氏族の名祖であるバスクナを古代のレンスター王ヌアドゥ・ネフト(Nuadu Necht)の末裔とするものである。しかし、バスクナの祖先を古代のマンスター王Deda mac Sinとする系譜も存在する。
フィンの母方の祖父 Tadg mac Nuadatの名は「ヌアドゥの息子タイグ」を意味する。このヌアドゥとはヌアザその物であるとも、レンスターにおけるヌアザの顕現であるともされる。また、一見奇妙な事だがタイグ本人もヌアザの別名である可能性があると考えられている。こうした理由でフィンはヌアザの孫とも曾孫ともされる。

## 生涯

### 生い立ち
フィン・マックールはヌアザの孫娘マーナとフィアナ騎士団の団長クール・マックトレンモーとの間に生まれた。成長してフィンと呼ばれるようになったが、それまでは別の名で呼ばれており、デムナという幼名が最もよく知られている。
クールとマーナの関係は周囲から祝福されたものではなかった。それというのもクールは舅となるタイグから許しを得ずにマーナを連れ出しており、タイグが上王である百戦のコンに訴えたことでクールは追討を受ける立場になったからである。そして現在のダブリン郊外キャッスルクノックとされるクヌハの戦いで彼はコノートのフィアナの隊長であったゴル・マックモーナに殺された。マーナはゴルがクールの息子を生かしてはおくまいと恐れ、ボーウァルたちに密かに息子をブルーム山脈で育てさせた。
育ての母親たちに荒野で生きるためのあらゆることを授けられたデムナは、素晴らしい狩人になった。ある日、家である小屋から離れたところに出歩いたデムナと同じ年頃の少年たちがしているハーリングに興味を持ち、仲間に入って遊んだところ、たちまちの内に上達し一人で全員を相手に勝利を治めた。このことを知った少年たちの族長がデムナに興味を持ち、名前を誰も知らなかったので外見の特徴である「太陽のように明るい髪をしている」から「フィン」と呼ぶようになった。
フィン・マックールという名が知れ渡るということは、同時にフィンの命が脅かされるということでもあった。当時のフィンの敵は上王である百戦のコン、コノートのフィアナの長であるゴル・マクモーナ、百戦のコンの養父だったコノート王コナル、上王コンに従う名高いターラのルグネだった。旅する中でフィンは王や族長に仕え、戦士としての経験を積む。

### ムグ・ヌアザの帰還
フィン・マックールが表舞台に出ると同時期に、アイルランドから追放されていたマンスター王ムグ・ヌアザが帰還した。百戦のコンと対立していたマンスターはクヌハの戦いでクール・マックトレンモーに味方しており、ムグ・ヌアザは戦に敗れてスペインへ逃れていたのだった。
ムグ・ヌアザはマンスターを平定すると、百戦のコンに対して次々と勝利を収めてついに自らのアイルランドの南半分の支配権を百戦のコンに認めさせた。この際、ムグ・ヌアザはフィン・マックールに南部における勇士の首席を授けている。

### フィアナ騎士団長の座へ
フィンは、サウィン祭のころにターラの王宮の上王コンの元へ行き、近衛騎士として仕えることを申し出る。これはフィアナ騎士団に所属するには団長のゴルに忠誠を誓わねばならないからである。王に快く受け入れられたフィンだが、宴の中で宮殿を二十年間毎年サウィン祭のころに燃やしてしまう『炎の息のアイレン』という怪物を倒したものに褒美を取らせる、という上王の言葉を聞いた際に、恩賞に騎士団長の座を頂けるか交渉し、了承させる。
『炎の息のアイレン』は竪琴の音を聞いたものを魔法の眠りに付かせる不思議な力を持っているため、これまで誰にも倒すことが出来なかったが、フィンは父に恩のある騎士の一人から魔法の槍を受け取っていた。これは袋を被せておかないと勝手に血を吸おうとする獰猛な槍で、穂先を額に当てることで、眠気を吹き飛ばすことが出来た。これによりフィンはアイレンの音色を打ち破り、討ち倒す。こうしてフィンはフィアナ騎士団の首領の座に収まり、前団長にして父の仇であるゴルとも手を結んだ。
一説によればゴルを決闘で倒したことにより騎士団長の座を得たという。

### 百戦のコンからアート王の時代にかけて
百戦のコンとムグ・ヌアザはアイルランドを分割して支配していたが、ついに両者は雌雄を決するべく戦うことになり、フィン・マックールはターラの防衛を任されるとともに勝者に仕えるように百戦のコンに告げられた。戦いの果てに百戦のコンが勝利してムグ・ヌアザは戦死した。
百戦のコンの死後はコンの娘婿コナラ・コーエムが上王となり、コナラがグルティネの戦いでエーラン王ネヴェドに敗れて戦死すると百戦のコンの息子アート・マックコンが上王となった。アート・マックコンとフィンの関わりはコン王存命時代のアートの冒険譚に見つけることができる。フィン・マックールはアート王にも仕えていたが、後に反旗を翻した。

### マックコン王の盛衰とコーマック王の台頭
当時のマンスターではムグ・ヌアザの息子アリル・オーロムが王として君臨していた。彼は自らの息子イォーガンとマンスターの名門貴族であるマックコンの争いで実の息子を支持して、義理の息子であるマックコンの反発を招いた。不満を抱いたマックコンが挙兵するとフィン・マックールはマックコンの軍勢にはせ参じている。マックコンは一度は敗れてブリテン島に逃れたものの捲土重来を果たし、マグ・ムクラマの戦いで上王アートとイォーガンを打ち破って新たな上王としてアイルランドに君臨した。
それからアート王の息子コーマックが30歳になると、マックコンは上王の座を退いた。フィン・マックールはマンスターに帰還したマックコンに付き従って、護衛を務めていた。なぜなら、実の息子を殺されたマンスター王アリル・オーロムはマックコンを殺そうと企んでいたからである。フィンは彼の暗殺を予見しており、マックコンに警戒するように伝えたが真剣に取り合ってもらえなかった。マックコンは暗殺されてしまい、フィンは彼の復讐のため七年を費やすことになる。
一方で、コーマック王の初期の治世は困難に満ちたものだった。アルスター王・黒い歯のフェルグスがターラの都を攻め落とし新たな上王として君臨したからである。コーマックはマンスター王アリル・オーロムを頼った。彼はアリルから出兵の約束を取り付けることは出来なかったが、代わりにアリルは彼の弟のルゲイド・ラーガを訪ねて配下に加えるように助言した。ルゲイド・ラーガは兄のアリルとは折り合いが悪く、マックコンの軍勢に参加してアート王とイォーガンを討ち取っていた。コーマックは配下にしたルゲイド・ラーガとともに黒い歯のフェルグスを打ち破って上王の座に返り咲くことができた。
フィン・マックールは復讐を終えた後はコーマック王に仕えた。ディルムッドとグラーニアの駆け落ちをはじめとするフィアナの伝説の多くはこの時期のものである。

### フィンの最期
デーシュの追放という伝説によるとコーマック王はデーシュ王オェングスに襲われ負傷のため上王の座を退くことになった。その後、アルスターからエオハズ・グナトという上王が出たが、翌年にはコーマックの息子ケアブリがエオハズを破り新たな上王となった。
ケアブリの時代にフィンは最期を迎えたとされる。諸説様々な伝説があり、死んでおらず洞窟で眠っているともされるが、ここではガヴラの戦いをフィンの人生の締め括りとする。
ケアブリはフィンとフィアナ騎士団を恐れ、嫌っていた。ケアブリは騎士団との誓いを破り使者を殺害して宣戦布告した結果、騎士団を捨て上王に従う者とフィンに従う者に真っ二つに分かれてしまう。両派閥はお互い援軍を連れて戦争となり、オスカはケアブリと相打ちとなる。オスカの死を嘆くフィンに対して、オスカは自分はフィンが死んでも泣いたりはしないと拒むが、フィンはディルムッドのことでオスカとの確執があると理解してなお彼の死に泣き、オスカも冗談と悲しみに浸りながら死亡した。孫の死を看取ったことで、年老いたフィンに再び若き日の勇猛心が目覚め、敵軍の多くを討ち倒すが、一人一人とまた忠臣が戦死していき、最後は一人で孤軍奮闘するものの、疲労困憊となったところをアーリューの五人の息子に槍で囲まれたことで終わりを悟り、胸を張って五本の槍を迎え、戦死した。

## 生まれ変わり
七世紀のアルスター地方の王子モンガーン・マク・フィアフネはフィン・マックールであるとする伝説がある。それによると、フォーガルという詩人が語った上王フォサド・アルグデハの死にざまについてモンガーンが異論を唱えたことにより論争が生じた。そしてフォーガルは恨みに思ってモンガーンを呪い、賠償としてモンガーンの妻を自分のものにしようとした。しかしモンガーンがなにもしようとしないので、妻はとうとう泣き出してしまう。そこでモンガーンはとある人物を迎えに行った。その人物はフォサド・アルグデハを討ち取ったのは自分だと言って、モンガーンに対してその時に貴方（フィン）も一緒に居たと告げた。そして証拠もあったのでフォーガルが間違っていたことが判明した。実は謎めいた人物はフィアナ騎士団の生き残りキールタ・マックローナンであり、このようにしてモンガーンはフィン・マックールだったことが分かったのだった。

## 騎士団長として
フィンは団長になるにあたり、上王からキルデアにあるアルムの砦を与えられ、フィアナ騎士団の最盛期を築き、数多くの優秀な騎士を配下として従えた。フィアナ騎士団の人数は三千人を超え、入団希望者も後を絶たなかったが、フィンはフィアナ騎士団の入団に厳しい試験を設けたため、入団できるものは限られた。フィンの死と共に騎士団の栄光も陰りを見せ始める。騎士団は勢力を衰えさせつつも存続していたが、上王フォサド・アルグデハを討ち取るという最後の働きをもって散り散りとなった。
有名な配下の騎士には、元仇敵であったが誠実で信義に厚い隻眼の勇者ゴル・マックモーナ、フィンが殺してフィアナの宝袋を取り戻したルケアの息子コナン・マックリヤ、常識を知り背中に黒い羊の毛が生えているコナン・マウル、音楽の才能と俊足を持つキールタ・マックローナン、丘の端から端まで一跳びにできるほどの軽やかな脚のリガン・ルミナ、相談役の一人で知恵深いファーガス・フィンヴェル、未来や遠くの出来事を知ることが出来るディアリン・マクドバ、勇敢で心が広いディルムッド・オディナ、息子のアシーン、孫のオスカー (アイルランド神話)などが挙げられている。
フィンは公平であり、物惜しみもせず、人を笑って許す、多くの騎士たちに慕われた優れた将だったが、その一方で月の影のような側面もあり、深い恨みを長年貯め続け、相手が死ぬまで憎むこともあった。
フィンは二頭の猟犬を愛犬としており、ブランとスコローンと名付けた。
最初の妻サーバが攫われてからしばらくの時に、エイネーとミルクラという美しいダナン族の姉妹に求婚されたが、フィンは二人に見向きもせず妻を探していた。そのうち、婚約が無理なら誰のものにもならないようにしてしまおうと考えたミルクラの策略と魔法によりフィンは老人に変えられてしまう。その後エイネーの黄金の杯によりフィンにかけられた魔法は解けるが、彼女の夫となる気が無かったフィンは髪だけは元に戻さず、生涯金の髪は銀色に輝くことになった。

## フィンの妻

### 三人の妻：サーバ、マニーサー、グラーニア
最初の妻のサーバは妖精であり、同族の黒いドルイドによって鹿に変えられた彼女が砦の近くに逃げ込んだのをフィンが助けて出会った。本当の姿を取り戻した彼女と暮らす内に二人は愛しあうようになり、妖精の彼女との種族と寿命の差による多くの悲しみと苦難を覚悟して婚姻を結んだ。妻の傍から離れたくないためフィンは狩りにも戦にも興味を無くし、騎士たちからは「人が違ってしまった」と囁かれるほどに深く愛し合い幸せに暮らしていた二人だったが、フィンが国と契約を結んでいる騎士団長の役目としてどうしても出陣せねばならない戦に出かけている隙に、フィンに化けて現れた黒いドルイドによってサーバは再び鹿に変えられ攫われてしまい、フィンは七年間彼女を必死に探すものの見つからなかった。その後、森で出会った不思議な少年から、彼が自分とサーバの子供であること、鹿に変えられたサーバは黒いドルイドを拒み続けたものの、最後は体を操られ従わされたことを聞かされ、フィンは二度とサーバと会えないことを悟った。サーバが残してくれた息子には、アシーン（ちいさな子鹿、の意）と名付けた。
長い年月が経った後に迎えた二人目の妻は黒膝のガラドの娘マーニサーであった。子も成し彼女との生活は順調に進んだが、彼女はフィンより先に死んでしまい、老年に差し掛かったフィンはまたも一人身と成り、サーバを失った悲しみを思い出されるようになる。アシーンはそんな父の気持ちを理解して結婚を薦め、ディアリンはフィンの新たな妻の候補に上王の娘グラーニアを挙げる。フィンはあまり乗り気ではなかったものの、グラーニアを妻に迎えたいと上王に申し出るように命じた。アシーンたちがフィンとの結婚について上王とグラーニアに申し出たところ、二人の了承を受け、グラーニアとフィンの結婚が決まった。しかし、結婚の宴の場でグラーニアは老年のフィンとの結婚を嫌がり、ディルムッド・オディナに惚れ込んで、彼をゲッシュによって縛り駆け落ちを強制させてしまう。
妻となるはずだったグラーニアを連れて騎士団を抜けたディルムッドに激怒したフィンは全力を持ってディルムッドを殺そうとするが、配下の騎士たちはディルムッドとの友情から、あまり気乗りはしなかった。長い追走の内に人間ではディルムッドを追い詰めることはできないと知ったフィンは育ての親の魔女に助力を願うが、彼女も返り討ちにあってディルムッドに殺されてしまう。自分たちの不和が多くの騎士と養い親の命を奪ったことに気落ちしたフィンはディルムッドと和睦を結ぶことになる。しかし恨みは完全には消えておらず、その後ディルムッドとフィンの前に恐ろしい猪が現れた際、猪に挑みかかる彼を見て、笑いたいような、泣き嘆きたいような、2つの感情が心のなかでせめぎあい、イノシシの牙により致命傷を負った彼を癒しの水で助けることを拒む。ディルムッドとオスカの言葉でかつての忠義と恩を思い出し助けようとするが、グラーニアのことを思い出す度に手から水はこぼれてしまい、オスカの言葉もあって三度目でディルムッドの元へと水を運ぶことに成功するが、同時に彼は息を引きとり、ディルムッドの親友であった孫オスカとの間に確執が生まれてしまう。その後グラーニアの元に時間をかけて通い、彼女に軽蔑されても愛情深い態度を崩さずゆっくりと構えることで、ついには彼女と再び正式な婚姻を結んだ。しかし騎士たちの反応は冷ややかなもので、フィンがディルムッドよりグラーニアを選んだ割の悪い取引をしたと蔑んだ。その後グラーニアは一生を砦で過ごす。
しかし、グラーニアは「ディルムッド以外を愛さない」というゲッシュを誓っており、生涯未亡人を貫いた。又は、ディルムッドを失った悲しみのあまり後を追うように死んでしまった、という伝承もある。

### その他の妻たち
１２世紀の詩人Gilla Mo Dutu Úa Caisideによる女性たちの伝説ではフィンの妻として、スウィルナト（Smirnat）、モングフィン（Mongfhind）、"そばかす"のアルヴァ（Albi Gruadbrec）の三人の名が挙げられている。
その中の一人、アルヴァは金糸銀糸を用いた手芸、美貌、家柄、慎み深さ、詩の技巧に並ぶ者はないコーマックの愛娘であり十人姉妹の末妹だった。アルヴァの姉のグラーニアがディルムッドと一緒に暮らすようになった後、フィン・マックールはコーマックと対立してフィアナの指揮権を取り上げられた。しかし依然としてフィンを慕う兵士たちはコーマックに対して公然と不満を露わにしたうえに、追放者たちがこぞってフィンのもとに集うようになった。そのため、ついにフィンとコーマックは和解することになった。こうしてフィンはフィアナ騎士団の長に復帰し、グラーニアとは法的にも正式に離婚することになった。そしてまた、コーマックは自らの娘とフィンを結婚させようと考え、王女たちはドルイドに相談した。
そして最後に相談したのがアルヴァであり、彼女は翌朝にターラの平野に夫となる者が来るので見てくるように助言された。果たしてそれはフィン・マックールだった。ターラに来たフィンは知恵に長けた女性を求めており、ふさわしい娘はいないかとコーマックに尋ねた。コーマックは自分で探されるが良かろうと答えて、フィンは王女たちのもとに案内された。そこで彼女たちに謎々を問いかけたところ、アルヴァただ一人が答えることができた。アルヴァと次々と謎の問答を行って満足したフィンは彼女に結婚に同意するかどうかを確認し、結婚を申し出た。
アルヴァは老いたフィンを厭わず、試すような意地悪なフィンの問いにも機知に富んだ受け答えをしてみせた。このようにしてアルヴァはフィン・マックールと結ばれ、三人の子を産んだのだった。また、彼女との婚姻によりフィンの髪も金色に戻った。
近代に収集されたスコットランドの民話にはフィンとの謎かけ問答が伝わっているが謎に答える女性はアルヴァではなくグラーニアに入れ替わっている。

## 親指の知恵
旅の中でフィンは、騎士団長となるための知恵を付けるためにボイン川近くで出会ったドルイド僧・フィネガスの弟子となる。7年経ち、もうすぐ成人しようというとき、フィネガスに命じられ、食べたものにあらゆる知識を与えるという知恵の鮭の調理を行う。その鮭の料理をフィネガスの前に持ってきたとき、フィンの顔つきが変わったことに気がついたフィネガスは、鮭を食べたかどうか聞くと「焼いている最中に脂が親指にはね火傷をしたので、傷をなめた」と答える。するとフィネガスはフィンに鮭を食べさせた。以後、フィンは難解な問題に立ち向かう際、親指をなめることによって知恵を得られるようになり、両手で掬った水を怪我人や病人を救う癒しの水へと変えることができるようになった。
このほかに親指の知恵を授かる異聞として、豚を盗む妖精を追いかけて妖精の塚の門に手をかけ、指を挟んで怪我をしたので指をなめたところ知恵を得られるようになったというエピソードがある。

## フィンの神性
フィンの原型となったのはフィンド（Find）という知恵や知識を擬人化した存在である。フィンドはヴィンドンヌスと呼ばれる大陸のケルトの神と同源であると考えられている。フィンドはフィンだけではなく、フィンタンの原型にもなったのではないかと考えられている。マッカーナはウェールズの伝説上の人物グウィン・アップ・ニュッズもヴィンドンヌスに対応する存在であるとし、フィンと比定している。
また、フィンはゴル・マックモーナやアイレンと言った隻眼の人物と対峙するが、これはルーによる隻眼のバロール退治と類似している。マッカーナはこの類似を「単なる偶然以上の物」とし、この他にも様々な類似点があることからフィンがルーの別名であった可能性を示す説がある事を紹介している。
フィンの幼名デムナは「ダマジカ」を意味し、息子のオシーンは「子鹿」を、孫のオスカルは「鹿を可愛がる者」を意味する。また妻のサーバは鹿に変えられるなどフィンと鹿の関係を示す要素は多い。マルカルはこれを先史文明におけるシカ信仰と結びついているとしている。

## 注
1. ↑  レンスターの祖神であり、伝説上の王。エタースケル（英語版）から上王の座を簒奪したが、後にエタースケルの息子コナレ・モールに殺害される。
2. ↑  クー・フーリンのライバルであるクー・ロイ・マク・ダーリやダ・デルガの館の崩壊の主人公コナレ・モール、後述の上王マックコンの先祖にあたる人物。
3. ↑  百戦のコン（英語版）に仕えるドルイド。Tadgに彼の住処であるアルムの丘（英語版）に住むよう薦められたフィンはそれを受け入れたとされるが、フィンがTadgからアルムの丘を奪い取ったとする異文も残されている。
4. ↑  MacKillop 2004."Fionn mac Cumhaill"
5. ↑  ただし、ヌアザの血を継ぐ事は、少なくともそう主張する事についてはさほど珍しいこととも言えない。the royal society of antiquaries of Ireland (1921, p. 191)によればマンスターの王家はすべてヌアザの子孫だと称される。
6. ↑  民俗学者パトリック・ケネディが収集したクヌハの戦いのあらましによれば、クールはこの時レンスター王だったがスコットランドに出兵・不在の隙をついて百戦のコンが養父クリウサンを新たなレンスター王に就任させたとされる。エオイン・マクニールは戦いの原因についてヌアドゥ・ネフトの末裔であるクリウサンとクールの間にレンスター王位の争いが根底にあったとしている。
7. ↑  ボーウァルはクール・マックトレンモーの姉妹であり、女ドルイドだった。また、武勇にも優れており、フィン詩歌集にはクールの死後、敗走する自軍の殿軍を務めて兄弟のクリムナルとともにゴル・マックモーナを相手に戦ったと記されている。
8. ↑  フィン詩歌集ではより具体的に、タルティウ（英語版）のルーナサ祭で行われていたハーリングに参加した時のことだとしており、見知らぬ少年をフィンと呼んで名付けてしまった族長は百戦のコン（英語版）としている。
9. ↑  ルグネの長アーリューはクヌハの戦いに参加しており、クール・マックトレンモーとはフィアナの主導権争いをしていた。なお、フィンが逃亡のため正体を隠して兵士として雇われていた時に雇用者であった王に正体を疑われたことがあったが、「ターラのルグネに属する農民の子」と答えて誤魔化している。
10. ↑  ムグ・ヌアザはヌアザのしもべを意味する。名の由来を説明する伝説は幾つかあるが、「砦の建設のために溝を掘っていたところ大きな石に行きあたってしまい労働者たちは困っていたのだが、若者が持ち上げて取り除いた」という大筋は一致している。その出来事から、石は力持ちのヌアザが持ち上げられなかったほどの大きさだったことにより、ヌアザのしもべと称されたとされる。あるいは若者の養い親のヌアザを讃えてそのような名で呼ばれるようになったともされる。
11. ↑  その後、エーラン王ネヴェドはマックコンが挙兵した際にマックコン軍に合流していた。しかしその後にコナラ・コーエムの子であるケアブリ三兄弟による敵討ちで討ち取られた。
12. ↑  彼らはターラのルグネと呼ばれる人々である。百戦のコンに従って戦功を挙げたが、フィン・マックールはルグネを撃ち破ったことが"カハル大王の遺言状"で述べられている。また、"コーマックの教えとフィンの死"ではフィンがルグネの長アーリューを殺したと記されている。
13. ↑  フォサド・アルグデハはマックコンの息子であり、ガヴラの戦いで討ち死にしたケアブリに代わって上王となっていた。アルスター地方ラーンにあるオラーバ川の戦いで戦死した。その後の上王になったのはケアブリの息子フィアハである。
14. ↑  モンガーンは問題に直面しても未来を予知できるためにトリックスター的な役割を果たしている。そしていくつかの物語では上流階級・知識人をからかう傾向にある。この物語でも彼はフィンとしてフォサド・アルグデハと戦った当事者であるにもかかわらず素知らぬ顔で論争を吹っかけている。そのうえで真実を明かしてしまったキールタ・マクローナンに対してはフォーガルに悪いからと言葉を控えるように求めている。
15. ↑  スウィルナトの父フォサド・カナンはフィンとは不俱戴天の仇の間柄だった。彼女はフォサド・アルグデハの姪にあたる。フォサド三兄弟はマックコンの子にあたる。彼女はフィンについて角杯を使う時に死ぬと予言した。そのためフィンは角杯を避けていたが、地名に角杯という言葉が含まれる土地で水を飲んだ時に真実に気づき死期を悟った。
16. ↑  フィン・マックールの養母であり、妻でもあった。「古老たちの語らい」によれば盾持ち800人を育てている。地名由来の伝説では、ディルムッドの死の復讐で殺害されたと伝わる。
17. ↑  アダリーン・グラシーン（英語版）はこの知恵の鮭をフィンタン（英語版）の化身としている(ファーグノリ 1997, p. 161)。
18. ↑  カナ表記は三橋 (1985, p. 120)による。
19. ↑  MacKillop 2004."Find"
20. ↑  フィンはヌアザの子孫であるとされるが、グウィンはヌアザと同源の存在とされるシーズ・サウエレイント（英語版）の息子であるとされる。
21. 1 2  マッカーナ 1991, p. 223.
22. ↑  マルカル 2001, p. 79.